# Arnóth Lajos
Arnóth Lajos (Gyöngyös, 1929. november 15. – Budapest, 2017. július 3.) Ybl Miklós-díjas és Széchenyi-díjas magyar építész, 2000-től haláláig az ÉME Mesteriskola vezetője.